# Clausilia corynodes
Clausilia corynodes is een slakkensoort uit de familie van de Clausiliidae. De wetenschappelijke naam van de soort werd voor het eerst geldig gepubliceerd in 1836 door Held.

## Ondersoorten
- Clausilia corynodes brandti Klemm, 1969
- Clausilia corynodes conclusa Klemm, 1969
- Clausilia corynodes corynodes Held, 1836
- Clausilia corynodes evadens Klemm, 1969
- Clausilia corynodes saxatilis (W. Hartmann, 1843)
- Clausilia corynodes styriaca A. Schmidt, 1856